# Lineodes albicincta
Lineodes albicincta is een vlinder uit de familie van de grasmotten (Crambidae), uit de onderfamilie van de Spilomelinae. De wetenschappelijke naam van deze soort is voor het eerst gepubliceerd in 1906 door Eduard Hering.
De soort komt voor in Brazilië en Peru.